# 金胞藻目
金胞藻目（学名：Chrysomonadales）為藻類植物之一種。該植物於植物分類表上，歸於金藻門 (Chrysophyta)金藻綱 (Chrysophyceae)，植物体为单细胞或群体，具鞭毛，能运动。细胞裸露或外具硅质、钙质的鳞片或囊壳。同綱者尚有根金藻目（Rhizochrysidales）。

## 下级分类
主要属：
- 单鞭金藻属（Chromulina）
- 锥囊藻属（Dinobryor）
- 硅鞭金藻属（Distephanus）
- 钙板金藻属（Gephyrocapsa）
- 等鞭金藻属（Isochrysis）
- 鱼鳞藻属（Mallomonas）
- 棕鞭藻属（Ochromonas）
- 三毛金藻属（Prymnesium）
- 黄群藻属（Synura）